# Elasmus albicoxa
Elasmus albicoxa är en stekelart som beskrevs av Howard 1885. Elasmus albicoxa ingår i släktet Elasmus och familjen finglanssteklar. Inga underarter finns listade i Catalogue of Life.